# Šífr

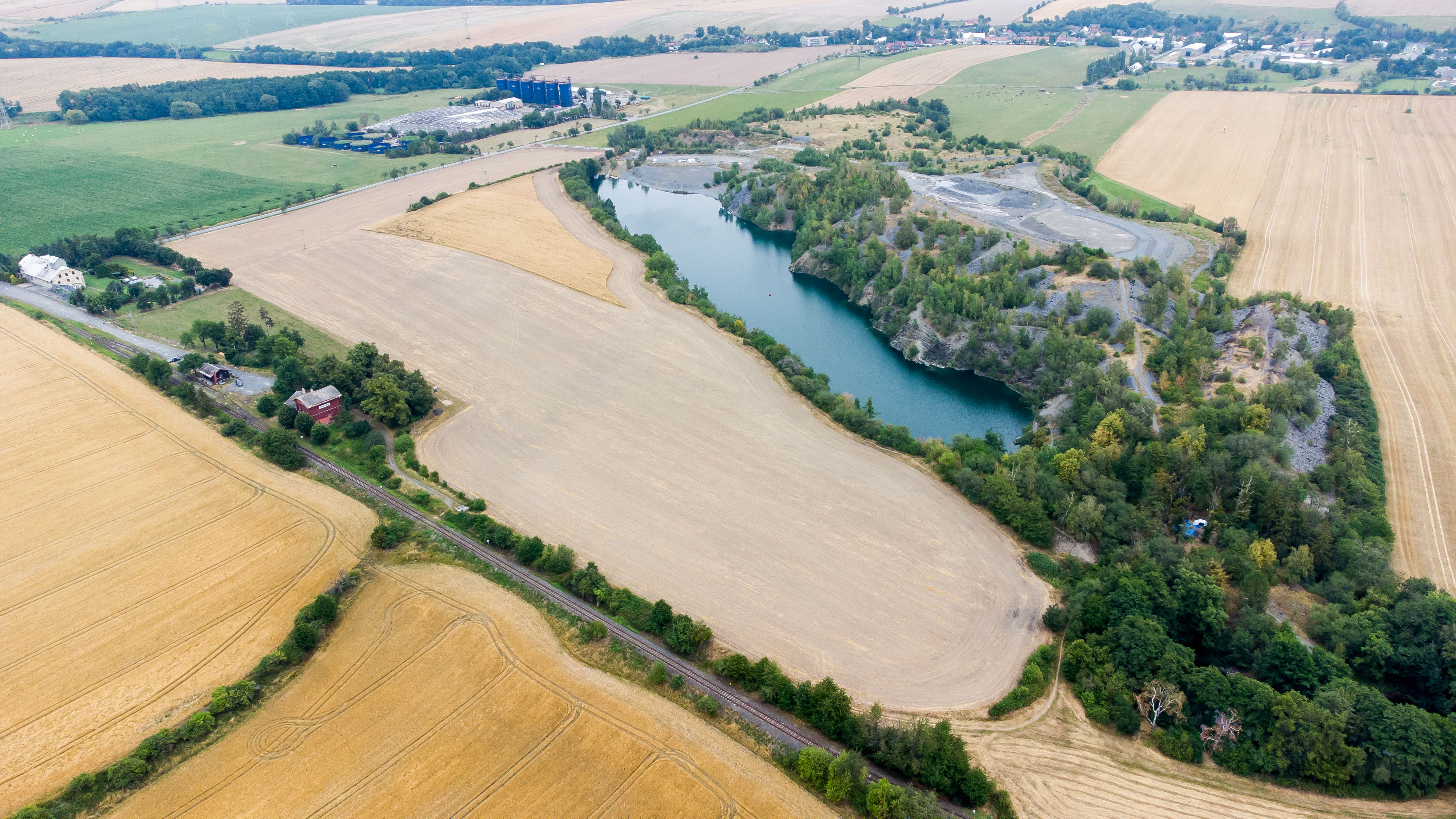
Zatopený lom Šífr, pohled ze západu

Šífr (nebo též Šifry, v minulosti zřejmě též Schefer) je název někdejšího břidličného lomu, který se nachází nedaleko Svobodných Heřmanic mezi Opavou a Bruntálem. Lom je v současnosti zatopený, v minulosti na něm ale probíhala intenzivní těžba břidlice, která se zde zpracovávala na střešní krytinu. Historie lomu sahá daleko do minulosti - težba břidlice je doložena přinejmenším do období po skončení 1. světové války. V té době lom i výrobnu vlastnil Emil Tatzel, který zde měl firmu už od roku 1921. Historie sahá možná až do roku 1824, kdy se v něm těžila břidlice za použití těžké ruční práce.
Činnost lomu byla obnovena znovu po druhé světové válce, ovšem po dosažení hloubky asi 37 metrů ho zaplavila spodní voda, která pronikala štolou vyraženou za účelem ověření kvality břidlice. Podle pamětníků byl přítok vody tak silný, že ho nedokázala zvládat ani nově instalovaná čerpadla.
V současnosti je lomová jáma zatopená, jezero, které ji vyplňuje, dosahuje délky 500 m, šířky mezi 30 a 70 m a hloubky až 36 m. Teplota u dna bývá málokdy vyšší než 4 stupně Celsia.
Na dně zatopeného lomu se v minulosti uskutečnil nejrozsáhlejší československý experiment s dlouhodobým pobytem člověka pod vodou, tehdy třetí na světě. Vilém Kocián a Vladimír Geist se mezi 21. a 26. listopadem roku 1967 ponořili na dno lomu Šífr a celých 100 hodin setrvali v hloubce 25 metrů. Keson pak zůstal na dně jezera jako památník.
Zatopený lom dlouhodobě využívají potápěči (přibližně od roku 1950). Ti ho poprvé začali mapovat mezi lety 1959 a 1960. Později v něm opakovaně docházelo (a dochází) i ke smrtelným nehodám potápěčů.
Lom v současnosti slouží k tréninku potápěčů, v létě také jako přírodní koupaliště. Jeho součástí je nástupní molo, pláž i parkoviště.

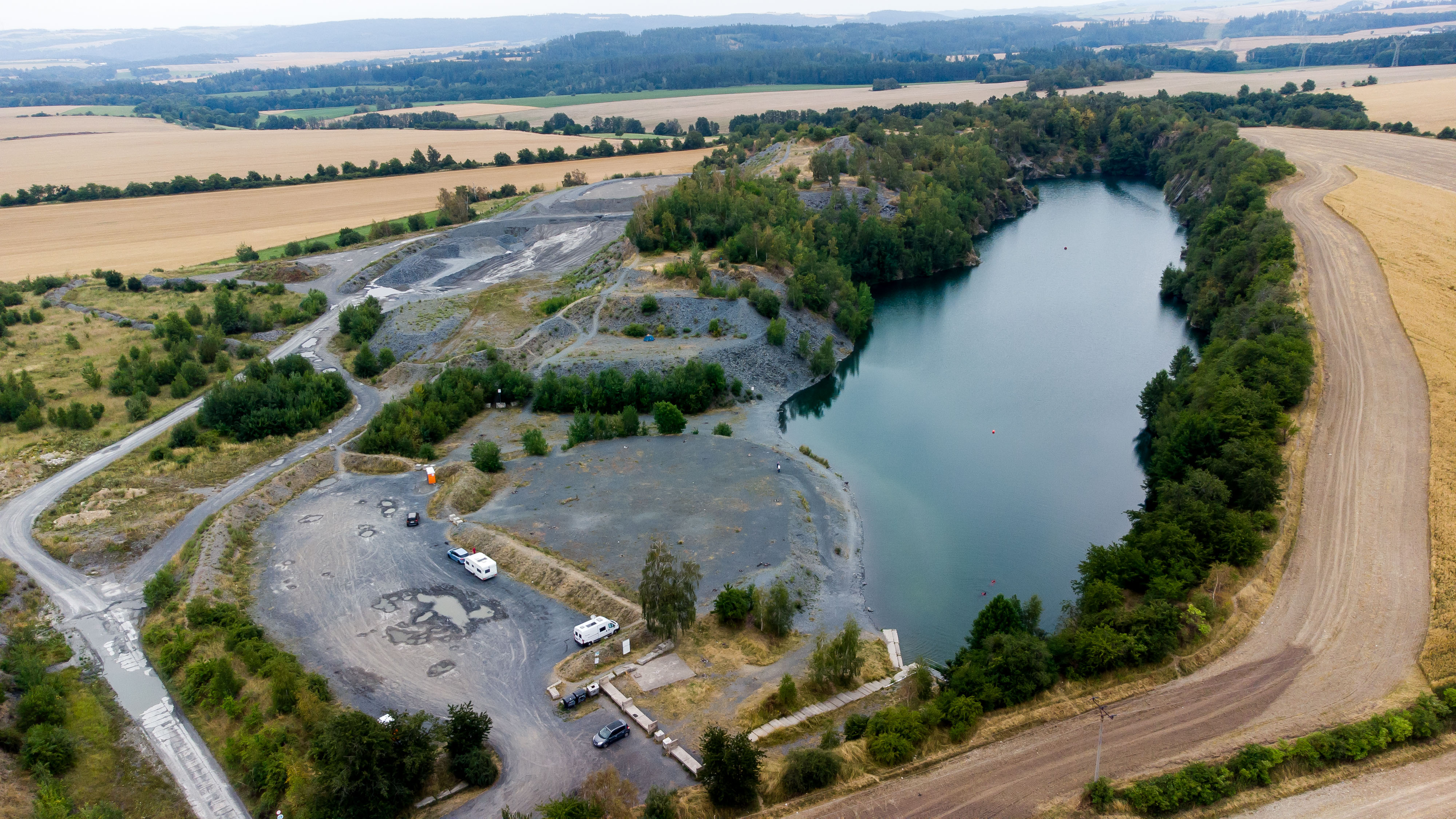
Pohled na lom Šífr ze severu